# Camden Town
Camden Town és un barri del districte (borough) de Camden, de Londres. És un dels trenta-quatre centres principals dels Gran Londres segons el London Plan.
Va ser dissenyat com un barri residencial el 1791, per construir-hi 1400 habitatges de lloguer, en uns terrenys que eren propietat de Lord Candem. El 1820 es va obrir el Regents Canal, que facilitava el transport de mercaderies. La part del canal que es trobava a Camden Town va haver de superar alguns problemes per poder.se construir perquè el propietari d'uns terrenys adjacents al canal va oposar-s'hi i no va ser possible continuar l'obra fins que no va rebre una indemnització de 15.000 lliures esterlines.
La ciutat va esdevenir un lloc important durant el desenvolupament del ferrocarril. A Camden Town hi havia l'estació terminal de la línia que venia de Birmingham i que, en la dècada de 1830 va continuar-se cap a Euston Grove.
Edward Walford (1823-1897), autor de l'obra en sis volums Old and New London, descriu així alguns indrets de Camden Town l'any 1878:
| «                | Les cases de Camden Road i Camden Square tenen potser l'aspecte més aristocràtic que qualssevol altres del districte. High Street, que originàriament consistia en una filera de petites botigues amb un pis al damunt, i jardins ben cuidats al davant separades per tanques vegetals, en els darrers anys s'han reconstruït o ampliat en la seva major part, i ara pot comparar-se als carrers d'altres zones comercials de Londres; i els dissabtes al vespre la part alta del carrer, plena com és de parades de venedors ambulants de productes necessaris per a la vida diària, i amb els habitants dels barris del voltant, es presenta a un espectador corrent amb tots els atributs d'un mercat. | » |
| — Edward Walford | |   |

Entre els anys 1911 i 1913, l'estudi del pintor Walter Sickert, a Camden Town, va ser el lloc de trobada d'un grup d'artistes postimpressionistes que es coneixen com el Grup de Camden Town (Camden Town Group). Entre d'altres, en van formar part, a més Sickert, Sylvia Gosse, Lucien Pissarro (fill del pintor francès Camille Pissarro) i Wyndham Lewis.
Camden Town avui dia és un barri de contrastos que no ha escapat a la gentrificació d'altres zones de Londres que atreu la classe mitjana, però on encara hi ha moltes persones sensesostre, activistes contraculturals i una gran afluència de turisme.